# Apatetris achnias
Apatetris achnias är en fjärilsart som beskrevs av Edward Meyrick 1904. Apatetris achnias ingår i släktet Apatetris och familjen stävmalar. Inga underarter finns listade i Catalogue of Life.